# Michaelskirche (Hochdorf an der Enz)

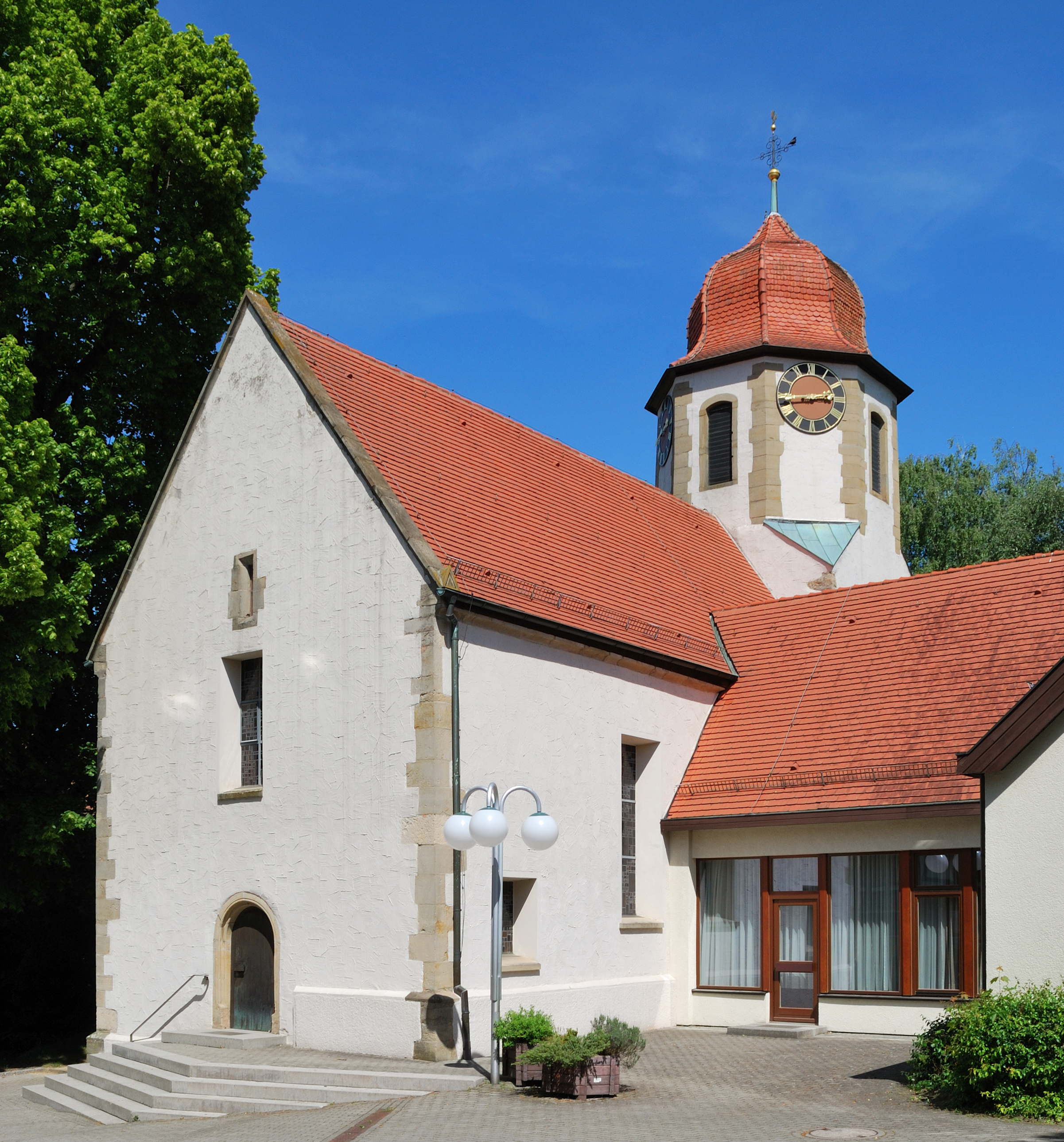
Michaelskirche in Hochdorf an der Enz

Die evangelische Michaelskirche ist ein Kirchengebäude in Hochdorf, einem Ortsteil der Gemeinde Eberdingen im Landkreis Ludwigsburg in Baden-Württemberg. Das Bauwerk ist beim Landesamt für Denkmalpflege Baden-Württemberg als Baudenkmal eingetragen. Die Kirche gehört zum Kirchenbezirk Vaihingen-Ditzingen der Evangelischen Landeskirche in Württemberg.

## Beschreibung
Der Gebäudekomplex besteht aus dem Chorturm auf quadratischem Grundriss, der im Kern im 13. Jahrhundert erbaut wurde, einem nach Westen angebauten spätmittelalterlichen Langhaus, das 1582 nach Westen verlängert wurde, einem nach Süden an das Langhaus angebauten Gemeindezentrum und einem 1712 nach Osten angebauten Chor. Der Chorturm wurde 1712 mit einem achteckigen Geschoss aufgestockt, das die Turmuhr und den Glockenstuhl beherbergt, und mit einer Glockenhaube bedeckt. Der ältere Teil der Kirchenausstattung stammt von 1582. Nach 1592 wurde von Jeremias Schwartz ein Grabdenkmal für Hans Jakob von Münchingen geschaffen.